# Cantón de San Juan de Luz
El cantón de San Juan de Luz (en francés Canton de Saint-Jean-de-Luz) es una división administrativa francesa, situada en el departamento de los Pirineos Atlánticos y la región Nueva Aquitania.

## Composición hasta 2015

Comunas del cantón de San Juan de Luz.

El cantón de San Juan de Luz agrupaba 4 comunas:
- Ascain
- Bidarte
- Guetaria
- San Juan de Luz

## Consejeros generales
| Fecha de elección                          | Identidad            | Partido | Calidad                               |
| ------------------------------------------ | -------------------- | ------- | ------------------------------------- |
| 1964                                       | Jean Poulou          |         |                                       |
| 1970                                       | Jean Poulou          |         |                                       |
| 1973                                       | André Ithurralde     | UDR     | alcalde de San Juan de Luz            |
| 1976                                       | André Ithurralde     | UDR     | alcalde de San Juan de Luz            |
| 1982                                       | André Ithurralde     | RPR     | alcalde de San Juan de Luz            |
| 1987                                       | Paul Ricau           | UDF     | alcalde de San Juan de Luz            |
| 1988                                       | Paul Ricau           | UDF     | alcalde de San Juan de Luz            |
| 1994                                       | Michèle Alliot-Marie | RPR     | alcaldesa de San Juan de Luz diputada |
| 2001                                       | Philippe Juzan       | RPR     |                                       |
| No se conocen los datos anteriores a 1964. |                      |         |                                       |

## Supresión del cantón de San Juan de Luz
En aplicación del Decreto n.º 2014-248 de 25 de febrero de 2014, el cantón de San Juan de Luz fue suprimido el 22 de marzo de 2015 y sus cuatro comunas pasaron a formar parte, tres (Bidart, Guéthary y San Juan de Luz) del nuevo cantón de San Juan de Luz y uno (Ascain) al nuevo cantón de Ustaritz-Valles de Nive y Nivelle.

## Composición del nuevo cantón
El cantón de San Juan de Luz  comprende las cuatro comunas siguientes:
| Comunas         | Código INSEE | Superficie (km²) | Población (2012) | Densidad (hab/km²) | Distrito | Cantón anterior |
| --------------- | ------------ | ---------------- | ---------------- | ------------------ | -------- | --------------- |
| Bidarte         | 64125        | 12,15            | 6513             | 536                | Bayona   | San Juan de Luz |
| Ciburu          | 64189        | 7,44             | 6855             | 921                | Bayona   | Hendaya         |
| Guetaria        | 64249        | 1,40             | 1304             | 931                | Bayona   | San Juan de Luz |
| San Juan de Luz | 64483        | 19,05            | 12994            | 682                | Bayona   | San Juan de Luz |

En 2015, la población total del nuevo cantón era de 28 485 habitantes.